# 大口長頜鮃
大口長頜鮃（学名：Chascanopsetta lugubris），又名扁魚、皇帝魚、半邊魚、比目魚，为輻鰭魚綱鰈形目鰈亞目鮃科長頜鮃屬下的一个种，為深海魚類，分布於東大西洋幾內亞灣至南非納塔爾；西大西洋美國佛羅里達至巴西；印度太平洋區，從東非至日本海域，棲息深度60-3210公尺，體長可達40公分，棲息在沙泥底質底層水域，以底棲生物為食，生活習性不明。